# Герольд Чандоса
Герольд Чандоса (англ. Chandos Herald, фр. Chandos le Héraut, около 1350 — после 1385) — анонимный хронист, поэт и гербовед, один из летописцев Столетней войны, автор рифмованной хроники, или поэмы «Жизнь и деяния Чёрного принца», или «Жизнь и подвиги презнатного принца Уэльсского и Аквитанского». Назван был так историками из-за того, что служил герольдом у известного английского военачальника Джона Чандоса, коннетабля Аквитании, ближайшего соратника Эдуарда Чёрного Принца.

## Биография
Год и место рождения не установлены; однако анализ языка его сочинения показывает, что он являлся выходцем из графства Геннегау (Эно). Осведомлённость его в вопросах военного искусства и придворного этикета позволяет предполагать рыцарское происхождение.
Согласно предположению британского историка-медиевиста Антонии Грансден, мог быть уроженцем города Валансьена, земляком известного летописца Столетней войны Жана Фруассара.
С 1363 года участвовал в Столетней войне, сопровождая в качестве личного герольда Джона Чандоса и командующего английской армией Эдуарда Чёрного Принца во всех их походах, в том числе Пиренейском, во время которого Чандос фактически спас жизнь последнего в битве при Нахере (1367).
После смерти Джона Чандоса в 1369 году поступил на королевскую службу и во время коронации Ричарда II в 1377 году назначен был им гербовым королём.
В 1380-х годах, вероятно, ушёл на покой, занимаясь литературными трудами. Умер после 1385-го, возможно, около 1390 года.
Фигурирует под тем же условным именем в документах гербового короля Джона Анстиса (1669—1744).

## Сочинения
Основным сочинением является рифмованная хроника, или поэма «Жизнь и деяния Черного принца» (фр. La vie et gestes du Prince Noir), составленная около 1386 года на среднефранцузском языке.  
Текст её, включающий 4188 или 4200 октосиллабических стихов, можно разделить на две части. В первой кратко излагаются события из жизни принца Эдуарда Уэльского вплоть до похода его армии за Пиренеи в 1367 году, в том числе описываются битва при Креси (1346), осада Кале (1346—1347) и битва при Пуатье (1356).
Вторая, доведенная до смерти принца Эдуарда в 1378 году, более подробна и насыщена событиями, свидетелем и участником которых несомненно являлся автор. Особенный интерес представляет красочное описание кульминации Пиренейской экспедиции Чёрного Принца — исторического сражения при Нахере 3 апреля 1367 года, в котором отличился сэр Джон Чандос. 
Судя по всему, Герольд Чандоса во время походов практически неотлучно находился при своём господине, покидая его разве что для доставки посланий принцу Эдуарду, герцогу Бургундскому Филиппу, графу Джону Пембруку, герцогу Эдмунду Йоркскому и др. лордам. Вместе с тем, он явно имел доступ к документам из канцелярии Чёрного Принца. 
Будучи достаточно образованным, он не столько тщательно фиксировал исторические события, сколько стремился создать на основе их своеобразный рыцарский роман, который некоторые исследователи эпохи небезосновательно называют панегириком.
Возможно, его рифмованная хроника, или поэма изначально была призвана восхвалять подвиги Чёрного Принца только в Кастилии, но после смерти последнего в 1376 году была намеренно дополнена описанием более ранних деяний, сведения о которых автор получил из чужих рук.
Сочинение Герольда Чандоса сохранилось в двух рукописях XV века из собраний библиотеки Сенатского дома Лондонского университета и библиотеки Вустер-колледжа Оксфордского университета. В 1842 году оно опубликовано было в Лондоне британским филологом Генри Октавиусом Коксом, а в 1883 году переиздано в Париже и Лондоне под редакцией французского филолога-медиевиста Франсуа Ксавье Мишеля.

## Издания
- Metrical life of Edward the black prince, an historical poem, written in French by Chandos Herald. Éd. by Henry Octavius Coxe. — London, 1842. — xii, 399 p.
- Le Prince Noir: poème du Hèraut d'Armes Chandos. Texte critique suivi de notes par Francisque Michel. — London; Paris: Fotheringham, 1883. — xx, 392 p.
- Life of the Black Prince by Chandos Herald, ed. by Mildred Katharine Pope and Eleanor Constance Lodge. — Oxford: Clarendon Press, 1910. — 332 p.
- La vie du Prince Noir, ed. by Diana B. Tyson. — Tübingen: Max Niemeyer, 1975. — vii, 213 s. — (Beihefte zur Zeitschrift für romanische Philologie, 147).